# Wolfgang R. Langenbucher
Wolfgang Rudolf Langenbucher (* 24. April 1938 in Pforzheim) ist ein deutsch-österreichischer Kommunikationswissenschaftler. Er war 1984 bis 2006 Vorstand des Instituts für Publizistik- und Kommunikationswissenschaft der Universität Wien. Zusammen mit Peter Glotz war er 1965 Herausgeber von Versäumte Lektionen, dem vielbeachteten Gegenentwurf zu den seinerzeit in der Schule üblichen, einem traditionalistischen und bildungsbürgerlich geprägten Begriff von „Dichtung“ verpflichteten Formen von Lesebüchern.

## Leben
Wolfgang R. Langenbucher ist ein Sohn des nationalsozialistischen Kulturfunktionärs Hellmuth Langenbucher, der im Reichspropagandaministerium tätige Erich Langenbucher war ein Onkel. Der Konfrontation mit seinem Vater wich er aus.
Nach dem Abitur studierte Langenbucher in Stuttgart und München Volkswirtschaftslehre, Philosophie, Germanistik und Zeitungswissenschaft. Während des Studiums war er freiberuflich vor allem für verschiedene Radioredaktionen journalistisch tätig. Er promovierte 1963 bei Hanns Braun mit einer Arbeit zur „Geschichte und Theorie der Unterhaltungsliteratur“.
Danach war er Assistent von Otto B. Roegele am Institut für Zeitungswissenschaft der Ludwig-Maximilians-Universität München. Aus dieser Zeit stammen die gemeinsamen Veröffentlichungen mit Peter Glotz. 1968 erhielt er zusammen mit Glotz den Kurt-Magnus-Preis der ARD für die Sendereihe „Presse und Demokratie“.
Seine Habilitationsschrift „Kommunikation als Beruf“ (1973) kann man als theoretische Grundlegung seiner Bemühungen zur Reform der Journalistenausbildung sehen, die im Münchner Modellversuch eines berufsbezogenen Studienganges (seit 1979 Diplom-Studiengang Journalistik) ihren institutionellen Niederschlag fanden. Von 1975 bis 1983 war Langenbucher als Professor am inzwischen umbenannten Institut für Kommunikationswissenschaft (vormals Zeitungswissenschaft) der Universität München tätig.
In den 1970er-Jahren hat er sich immer wieder über die Grenzen des Faches hinaus engagiert, so als Mitverfasser des kommunikationspolitisch folgenreichen Memorandums des Deutschen Presserates zur Journalistenausbildung, als Mitglied der Kommission für den Ausbau des technischen Kommunikationssystems (KtK) und des Projektteams Lokaljournalisten (Konzeption eines Weiterbildungsmodells), als Leiter der Wissenschaftlichen Kommission Lesen, als Berater beim Feldversuch Bildschirmtext Düsseldorf / Neuss und schließlich als Beauftragter des Landes Berlin für ein Projektdesign Kabelkommunikation Berlin. Mit diesen Aktivitäten sorgte er dafür, dass die zukunftsorientierte Telekommunikationspolitik zu einem Gegenstand seiner Disziplin wurde.
Im Mai 1982 erhielt Wolfgang Langenbucher einen Ruf auf das Ordinariat für Publizistik- und Kommunikationswissenschaft der Universität Wien, den er im April 1984 annahm. Mit 30. September 2006 emeritierte er.

## Mitgliedschaft
- Deutsche Gesellschaft für Publizistik- und Kommunikationswissenschaft (DGPuK)
- Vorsitzender des Österreichischen Ethik-Rats für Public Relations, Organ der freiwilligen Selbstkontrolle der PR-Fachleute Österreichs

## Schriften (Auswahl)
Die erste Auswahlbibliographie mit über 160 selbständigen Schriften, Buchveröffentlichungen und Aufsätzen wurde 1988 von Walter Hömberg erarbeitet und ist Teil einer Internetbibliographie des Instituts für Publizistik- und Kommunikationswissenschaft der Universität Wien. Anlässlich des 60. Geburtstages von Wolfgang R. Langenbucher fertigte Hömberg eine weitere Auswahlbibliographie.
Zur Emeritierung von Wolfgang Langenbucher aktualisierte Hömberg das Werkverzeichnis, wobei mit Ausnahme von Vorworten, Interviews und Nachdrucken Vollständigkeit angestrebt wird. Neben 46 Beiträgen in Editionen, 168 Aufsätzen in Büchern und Sammelpublikationen, 136 Beiträgen in Zeitschriften und Zeitungen und 85 Rezensionen sind folgende 21 selbständige Schriften und Buchveröffentlichungen angeführt:
- Der aktuelle Unterhaltungsroman. Beiträge zu Geschichte und Theorie der massenhaft verbreiteten Literatur. Bonn: Bouvier 1964 (= Bonner Beiträge zur Bibliotheks- und Bücherkunde 9), 292 Seiten; 2. Aufl. 1974
- Der mißachtete Leser. Zur Kritik der deutschen Presse. Köln und Berlin: Kiepenheuer & Witsch 1969 (= Information 22), 204 Seiten (zus. mit Peter Glotz); 3. Aufl. 1970
- Deutscher Presserat: Memorandum zur Journalistenausbildung, vorgelegt von der „Gemischten Kommission für Fragen der journalistischen Aus- und Fortbildung“ gem[äß] Beschlußfassung auf der Sitzung am 18. Januar 1971 in Düsseldorf. Bonn-Bad Godesberg o. J. (1971), 8 Seiten (zusammen mit Günter Kieslich)
- Kommunikation als Beruf. Ansätze kommunikationswissenschaftlicher Berufsforschung. Habilitationsschrift. München 1973 (masch.), 239 Seiten
- Unterhaltung als Beruf? Herkunft, Vorbildung, Berufsweg und Selbstverständnis einer Berufsgruppe. Berlin: Spiess 1974, 21975 (= AfK-Studien 1), 158 Seiten (zus. mit Walter A. Mahle)
- Buchmarkt der neuen Leser. Studien zum Programmangebot der Buchgemeinschaften (1962-1971). Berlin: Spiess 1974 (= AfK-Studien 2), 199 Seiten (zus. mit Wolfhard F. Truchseß)
- Pressekonzentration und Journalistenfreiheit. Zur Entwicklung der Arbeits- und Beschäftigungssituation von Journalisten der Tageszeitungen in der Bundesrepublik Deutschland. Berlin: Spiess 1976 (= AfK-Studien 4), 341 Seiten (zus. mit Otto B. Roegele und Frank Schumacher)
- Die Massenmedien in der postindustriellen Gesellschaft. Konsequenzen neuer technischer und wirtschaftlicher Entwicklungen für Aufgaben und Strukturen der Massenmedien in der Bundesrepublik Deutschland. Göttingen: Schwartz 1976 (= Kommission für wirtschaftlichen und sozialen Wandel 111), VII, 475 Seiten (zus. mit Horst Decker und Günter Nahr)
- Manager der Kommunikation. Die Rolle des Chefredakteurs im Spannungsfeld von Verlag, Redaktion und Leser. Berlin: Spiess 1977 (= AfK-Studien 3), 346 Seiten (zus. mit Ursula Jacobi u. a.)
- Leseförderung und Buchpolitik. Eine Expertise der Wissenschaftlichen Kommission Lesen. Bonn: Deutsche Lesegesellschaft 1977, 34 Seiten (zus. mit Dieter Baacke u. a.); zugleich „Bertelsmann Briefe“, Heft 89/1977
- Kabelkommunikation und Informationsvielfalt. Eine Problemanalyse zur Gestaltung von Pilotprojekten unter dem Aspekt der Wirkung auf die Presse. München und Wien: Oldenbourg 1978, 248 Seiten (zus. mit Wolfgang Kaiser u. a.)
- Besser informieren in der Politik. Vortrag anlässlich des Symposiums „Besser informieren. Am Markt und in der Politik“. Bern: Dieter Jäggi AG o. J. [1978], 22 Seiten
- Buchgemeinschaften und Lesekultur. Studie zum Programmangebot von sechs Buchgemeinschaften (1972-1977). Berlin: Spiess 1980 (= AfK-Studien 16), 193 Seiten (zus. mit Martin Hutter)
- Projektdesign Kabelkommunikation Berlin: Designbericht. Berlin: VDE-Verlag 1981, XII, 321 Seiten (zus. mit Christian Hardtke u. a.)
- Wissen durch Kommunikation ohne Streuverlust. Die gesellschaftliche Funktion der Zielgruppenmedien. Wien: Österreichischer Wirtschaftsverlag 1985, 14 Seiten.
- Kommunikationsverhalten und Medien. Lesen in der modernen Gesellschaft. Eine Studie der Bertelsmann Stiftung. Gütersloh: Verlag Bertelsmann Stiftung 1989, 288 Seiten (zus. mit Ulrich Saxer und Angela Fritz)
- Die Tageszeitung im Rhein-Ruhr-Gebiet. Redaktionelle Konzeptionen für die 90er Jahre. Eine Expertise für die Stiftung Pressehaus NRZ. Düsseldorf, Wien und New York: Econ 1989, 48 Seiten
- Der Medienmensch. München: Burda 1991 (= in medias res), 24 Seiten (zus. mit Holger Rust)
- Weltmarkt der Medien. München: Burda 1993 (= in medias res), 42 Seiten (zus. mit Holger Rust)
- Der mißachtete Leser. Zur Kritik der deutschen Presse. Ungekürzter Nachdruck der Ausgabe von 1969 mit einem Vorwort zur Neuausgabe. München: Reinhard Fischer 1993 (= ex libris kommunikation 1), 217 Seiten (zus. mit Peter Glotz)
- Öffentlichkeit und Verkehr. Ein Forschungsprojekt des Instituts für Publizistik- und Kommunikationswissenschaft der Universität Wien. Wien: WUV-Universitätsverlag 1995, 218 Seiten (Mitarbeit: Christa Blümlinger u. a.).
- Der Rundfunk der Gesellschaft. Beiträge zu einer kommunikationspolitischen Innovation. LIT, Berlin 2008, ISBN 3-8258-1024-0.

als Herausgeber:
- mit Peter Glotz: Versäumte Lektionen. Entwurf eines Lesebuches. S. Mohn Verlag, Gütersloh 1965.